# Loge (måne)
 For alternative betydninger, se Loge (flertydig). (Se også artikler, som begynder med Loge)
Loge er en af planeten Saturn' måner: Den blev opdaget den 26. juni 2006 af Scott S. Sheppard, David C. Jewitt, Jan Kleyna og Brian G. Marsden, og fik lige efter opdagelsen den midlertidige betegnelse S/2006 S 5. I april 2007 vedtog den Internationale Astronomiske Union at opkalde den efter Loge fra den nordiske mytologi. Loge kendes desuden også under betegnelsen Saturn XLVI.

## Egenskaber
I skrivende stund ved man ikke ret meget om Loge, andet end at den har en diameter omkring seks kilometer. Dens omløbsbane fører den rundt om Saturn i retrograd ("baglæns") retning med en omløbstid 1314.364 døgn (godt 3½ år).

## Opdagelse
Loge blev fundet i observationsmateriale indhentet mellem januar og april 2006
| Astronomi | Spire Denne artikel om astronomi er en spire som bør udbygges. Du er velkommen til at hjælpe Wikipedia ved at udvide den. |